# Вертхамер, Ричард
Натан Ричард Вертхамер (англ. Nathan Richard Werthamer; 1935, Милуоки, США) — американский физик, известный работами в области конденсированного состояния и занимавший высокие административные посты. Автор книги о стратегии игры в блек-джек.

## Биография
В 1956 году окончил Гарвардский университет (Гардвардский колледж), получив степень бакалавра искусств в физике с высшим отличием (summa cum laude)..
В 1961 году получил степень доктора философии Калифорнийского университета в Беркли, тема диссертации — «Nucleon polarizability correction to high-energy electron-nucleon scattering».
В 1961—1962 годах работал научным сотрудником (research associate) в Калифорнийского университета в Сан-Диего.
С 1962 года работал в Лабораториях Белла физиком-исследователем (физика конденсированного состояния: сверхпроводимость, жидкий и твёрдый гелий).
В 1973—1974 был одним из двух первых представителей Американского физического общества (APS) в Конгрессе США, принимал участие в разработке энергетической программы и законодательства в области энергетики.
По окончании полномочий, вернулся в Bell Labs и перешёл в тесно связанную с ними компанию AT&T в группу корпоративного планирования.
В 1976—78 — председатель и исполнительный директор Управления исследования и развития энергетики штата Нью-Йорк.
С 1978 года работал в Exxon, где, в том числе, отвечал за оценку исследовательской программы компании, обошедшейся в 700 миллионов долларов. Затем (1983-89) занимался аналогичной деятельностью в фирме Becton Dickinson.
Занимал в APS ряд управленческих позиций, принимал участие в Совете APS и в отделе связей с общественностью. Входил в несколько федеральных и академических комитетов, касающихся вопросов науки и технологии.
В 1990 году назначен исполнительным секретарём Американского физического общества, но в 1993 году покинул пост «из-за разногласий по вопросам политики и практики управления», однако в адрес Вертхамера был высказана благодарность от лица Общества за значительный вклад, внесённый им в Общество в роли секретаря.
Занимался также общественной деятельностью (организация «Граждане за чистый воздух» и др.).

## Научные труды

### Сверхтекучая ферми-жидкость
Сверхтекучесть гелия-3 была экспериментально открыта Дугласом Ошеровым, Дэвидом Ли и Робертом Ричардсоном в 1972 году, они обнаружили два состояния, названные A и B. Состояние B, как оказалось, было теоретически рассмотрено в 1963 году Вертхамером и Роже Бальяном (состояние A также уже было рассмотрено теоретически в 1961 году в работе Ф. Андерсона и Пьера Мореля, в русской литературе именуемого Морелом). Теория Вертхамера — Бальяна отталкивалась от БКШ-теории. Примечательно, что Вертхамер и Бальян не пытались описать сверхтекучесть гелия, а о предыдущей работе Андерсона и Мореля высказывались весьма скептически.

### Рассеяние на твёрдом гелии
Теория светорассеяния на твёрдом гелии была впервые:90 предложена Вертхамером в 1969 и развита в его дальнейших работах.

### Кристаллы в приближении самосогласованных фононов
N. S. Gillis, N. R. Werthamer, T. R. Koehler

### Теория контакта между сверхпроводником и нормальным металлом
Де Жен и Вертхамер создали теорию сверхпроводимости в структурах сверхпроводник/нормальный металл (S/N-структурах). Были рассчитаны параметр порядка в S- и N-слоях в «грязном пределе», объяснялась экспериментальная зависимость температуры перехода в сверхпроводимое состояние для таких сэндвичевых биметаллических плёнок (эффект близости). Последующие работы Вертхамера также были посвящены эффекту близости.

### Теория Вертхамера — Гельфанда — Хоэнберга
Теория, предложенная в 1966 году Вертхамером, Юджином Гельфандом и Пьером Хоэнбергом (так называемая WHH-теория), расширяет найденное ранее решение уравнения Горькова с учётом парамагнетизма Паули и спин-орбитального рассеяния на примесях. Эта теория уточняет значение второго критического поля в сверхпроводниках II рода.

### Финансы и риски
С 1990-х годов Вертхамер публикует статьи по финансам и по управлению в науке.
С 2006 года Вертхамер написал несколько работ по стратегии игры в блек-джек (в том числе, две из них опубликованы в низкорейтинговом рецензируемом научном журнале International Gambling Studies), а в 2009 году издал книгу «Риск и выигрыш: Наука блек-джека в казино».

## Награды
- National Science Foundation Fellowship Award, 1957[17]

## Общества
- Член Американского физического общества
- Член Американской ассоциации содействия развитию науки

## Биографические справки
- Bulletin of the American Physical Society, N. Richard Werthamer has been named to succeed William Havens, Jr., Sept. 1990, 35(8), p. 1592
- Physics Today, Werthamer is APS Executive Secretary Designate, July 1990, 43(7), p. 79